# Amphiprion omanensis
Amphiprion omanensis, el pez payaso de Oman es una especie de peces de la familia Pomacentridae en el orden de los Perciformes.

## Morfología
Los machos pueden llegar alcanzar los 14 cm de longitud total.

## Hábitat
Es un pez de mar de clima tropical 25°N-16°N, 53°E-60°E),  y asociado a los  arrecifes de coral que vive entre 2-10 m  de profundidad.

## Distribución geográfica
Se encuentra en Omán.